# Early Trax
Albums de Ministry
Houses of the Molé
(2004) Side Trax
(2004)
Early Trax est une compilation du groupe Ministry contenant principalement des rééditions et inédites.

## Titres
1. Every Day is Halloween
2. Halloween Remix
3. All Day
4. All Day Remix
5. Nature of Love
6. Nature of Love (Cruelty Remix)
7. Nature of Outlakes
8. He's Angry (Unreleased 1984)
9. Move (Original Mix Unreleased 1984)
10. I'm Falling
11. I'm Falling (Alt Mix Unreleased 1980)
12. Overkill (Unreleased 1981)